# Vasil' Hopko

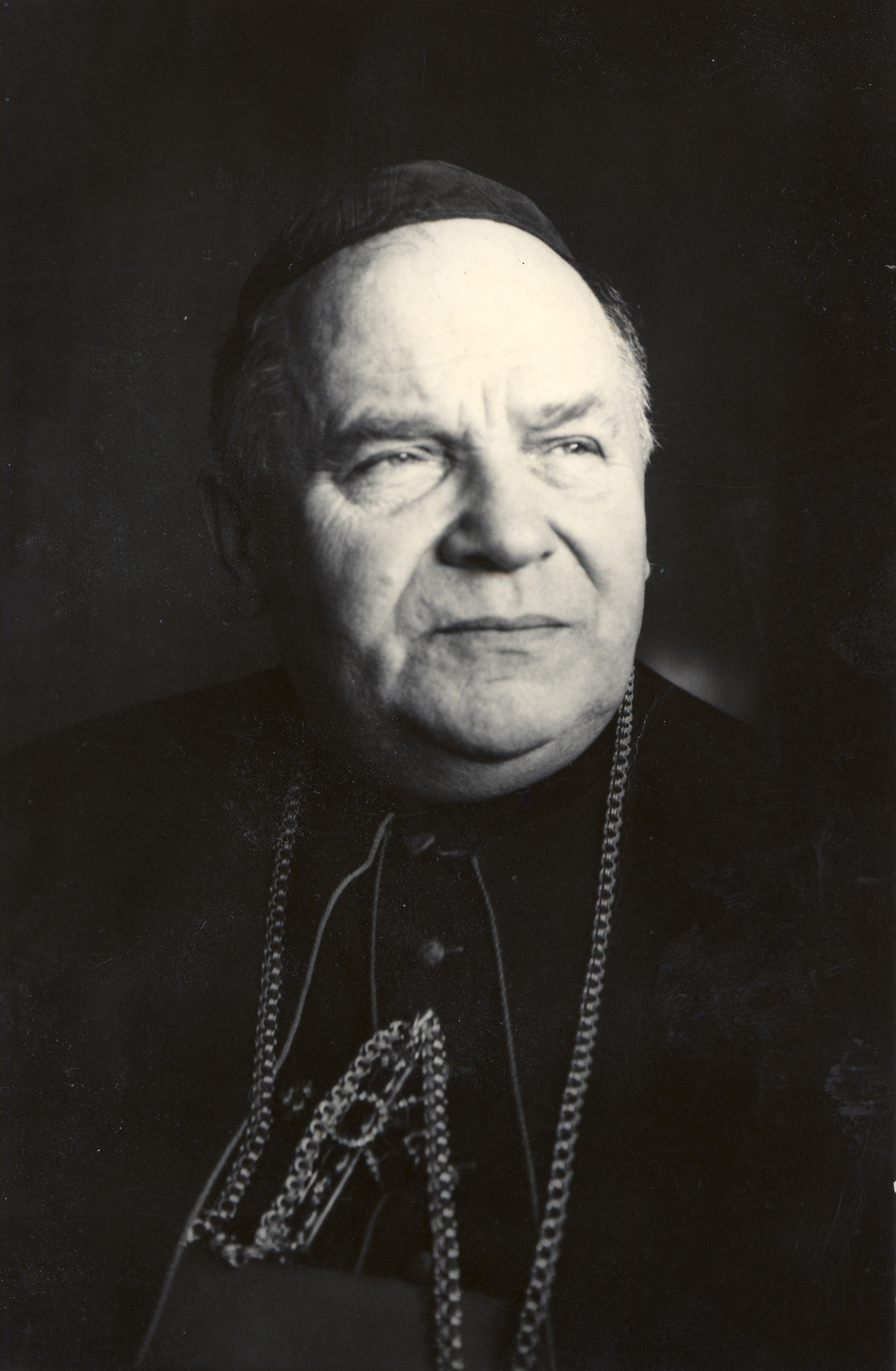
Vasil' Hopko in 1967

Vasil' Hopko (Hrabské, 21 april 1904 - Prešov, 23 juli 1976) was een bisschop in de Slowaakse Grieks-Katholieke Kerk.

## Opleiding en werkzaamheden
Hopko studeerde theologie in Prešov en werd in 1929 tot priester gewijd. Nadat hij een tijd als parochiepriester had gewerkt, werd hij in 1936 benoemd tot directeur aan het seminarie van Prešov wat hij tot 1941 zou zijn. Nadien werd hij secretaris van de bisschop en in 1947 werd hij zelf tot bisschop gewijd. In de nasleep van het concilie van de Grieks-Katholieke Kerk in Prešov in 1950 en de daaropvolgende liquidatie van deze kerkelijke organisatie en de overdracht ervan aan de Orthodoxe Kerk geïnitieerd door de communistische regering, werd Hopko gevangengenomen, samen met een aantal andere geestelijken. Hij werd veroordeeld tot 15 jaar gevangenschap en kwam pas vrij in 1964.

## Praagse lente en nasleep
Na zijn vrijlating werd hij verplicht te werken als arbeider en kon slechts ondergronds pastoraal actief zijn. Tijdens de Praagse Lente van 1968 stond hij aan het hoofd van een comité dat de legalisering van de met Rome ge-unifieerde kerk voorstond. De door de Praagse Lente veroorzaakte dooi bracht wel de erkenning van de Grieks-katholieke kerk met zich mee, maar de kerkgebouwen bleven in handen van de orthodoxen en werden slechts zelden gemeenschappelijk gebruikt. Pas na de politieke ommekeer van 1989-1990 kwam het tot een volledige rehabilitatie van de Grieks-Katholieke Kerk en tot onteigening en teruggave van de door de orthodoxen gebruikte gebouwen. Dit zou Hopko, die in 1976 overleed, echter niet meer meemaken. Een autopsie na zijn overlijden bracht aan het licht dat hij arseen toegediend had gekregen en langzaam vergiftigd was.

## Erkenning
Hopko werd tijdens de Slowakije-reis van paus Johannes Paulus II in 2003 zalig verklaard. Zijn gedenkdag werd toen vastgesteld op 23 juli.